# Polemonium racemosum
Polemonium racemosum là một loài thực vật có hoa trong họ Polemoniaceae. Loài này được Kitam. miêu tả khoa học đầu tiên năm 1941.